# Warder (Nederland)
Warder is een dorp in de gemeente Edam-Volendam, in de Nederlandse provincie Noord-Holland. Het is een lintdorp, gelegen in de nabijheid van het Markermeer. In 2023 telde het dorp 800 inwoners.

## Geschiedenis

### Middeleeuwen – 19e eeuw
Warder is vermoedelijk ontstaan in de 11e of 12e eeuw tijdens de ontginning van het uitgestrekte laagveengebied ten zuiden van West-Friesland. De oorspronkelijke locatie lag waarschijnlijk verder naar het oosten, in het huidige Markermeer, aan de westoever van het toenmalige Almere. Door het oprukkende water tijdens de vorming van de Zuiderzee schoof het dorp op naar de huidige locatie. In 1414 werd het dorp tezamen met Middelie en Kwadijk verenigd onder het poortrecht met Edam. Dit bood de bewoners bepaalde voorrechten. De bewoners leefden voornamelijk van de landbouw en in veel mindere mate van de visserij. In de 17e en 18e eeuw telde het dorp ook een groot aantal zeevarenden. Het dorp ontwikkelde zich tot een lintdorp. De omliggende landerijen van het lintdorp werden doorkruist met vele sloten die voor de noodzakelijk afwatering van het natte veenland zorgen. De landerijen waren alleen per boot bereikbaar.

### 1850–1960
In de tweede helft van de 19e eeuw maakte de melkveehouderij een bloeiperiode door, waar ook Warder van profiteerde. In deze periode werden er veel nieuwe boerderijen gebouwd, stolpboerderijen van een groter type dan er vóór deze periode in Warder stonden. Ook kwam er een nieuw kerkgebouw (1848) en een raadhuis annex schoolgebouw (1885). Het vervoer van vee, melk, hooi, mest, et cetera ging nog steeds per boot. Tot 1865 was Warder zelfs alleen per boot vanuit Oosthuizen bereikbaar. De belangrijkste verkeersader van het dorp was een vaarsloot die door het lint liep. Aan de noordzijde van deze vaarsloot liep een smal voetpad. In dit voetpad bevonden zich 19 bruggen met hoge en lage leuning waarvan het brugdek afneembaar is om hoog beladen boten doorgang te kunnen verlenen. Zo'n brug wordt een tilletje genoemd. In 1911 werd er een coöperatieve zuivelfabriek gebouwd. In 1912 werd het voetpad verbreed tot een rijweg en werden de 19 tilletjes vervangen door 11 ophaalbruggen. Het voornaamste vervoermiddel bleef echter de boot.

### 1960 – nu
In 1960 maakte een ruilverkaveling een einde aan het karakteristieke, door vaarsloten beheerste, aangezicht van Warder. Door landruil kreeg elke boer nu zijn landerijen hoofdzakelijk rond zijn boerderij te liggen. Dammen in de sloten maakten het land bereikbaar voor tractoren. Verder werden er een aantal verkavelingswegen door de polder aangelegd en werden er buiten het dorp, op verder weg gelegen landerijen, nieuwe boerderijen gebouwd. De vaarsloot door het lint werd geleidelijk gedempt, de ophaalbruggen verdwenen en de dorpsweg werd breder. De schaalvergroting in de landbouw bracht met zich mee dat vele boerenbedrijven hun activiteiten beëindigden. Zo zijn er van de circa 80 fulltime boerenbedrijven in 1945 nog maar een tiental over. De vrijgekomen stolpboerderijen bleken in trek te zijn bij mensen uit steden als Amsterdam en Haarlem om als woonstolp te verbouwen en er kwam een migratiestroom op gang van de steden naar plattelandsdorpen als Warder. In Warder werden vanaf eind jaren zestig van de 20e eeuw nieuwe woningen gebouwd op tot dusver onbebouwde open plekken in het lint. Het aantal inwoners nam in de jaren zestig en zeventig dan ook toe. Ook de zuivelfabriek viel ten prooi aan de schaalvergroting en beëindigde haar activiteiten in 1967. Het fabrieksgebouw werd verkocht aan een honden- en kattenvoerfabrikant. In 1970 raakte Warder zijn status als zelfstandige gemeente kwijt en ging op in de gemeente Zeevang.
Tot 1 januari 2016 behoorde Warder tot de gemeente Zeevang. Als gevolg van een gemeentelijke herindeling werd de gemeente Zeevang bij die van Edam-Volendam gevoegd.